# 姚琳
姚琳（1459年—？），字子玉，江西廣信府贵溪县人，民籍，明朝政治人物。

## 生平
江西鄉試第二十四名舉人。弘治十二年（1499年）中式己未科會試第一百六十名，三甲第二百名進士。

## 家族
曾祖姚克安；祖姚時雍；父姚鐸。母袁氏。永感下。弟瓛、琅。